# Delitti (programma televisivo)
Delitti è stato un programma televisivo italiano in onda su History dal 2006 al 2011 e successivamente in replica su LA7 e sul canale Crime+Investigation di Sky HD. Dal 16 giugno 2018 il programma è stato riproposto su TV8 per il ciclo Sabato in giallo. 
Il programma è incentrato sulla ricostruzione dei più importanti delitti o delle vite di assassini e serial killer italiani dal dopoguerra a oggi.

## Il programma
Il programma è prodotto da Wilder ed i registi che si sono susseguiti nelle cinque serie sono: Giacomo Cimini per la prima; Francesco G. Raganato che ha curato anche la fotografia per la seconda e la terza e Matteo Oleotto per la quarta e la quinta stagione.
La prima stagione è di Alessandro Garramone e Gabriele Immirzi (tranne ep.3 Il caso Fenaroli di Immirzi); la seconda è di Garramone scritta con Annalisa Reggi e nella terza si aggiunge Arrigo Benedetti; la quarta è di Garramone-Reggi e Michele Truglio e l'ultima di Garramone-Reggi e Federica Riva.
Gli ospiti fissi del programma, che commentavano i delitti, presenti in tutte le puntate sono il giornalista Daniele Protti, la scrittrice Cinzia Tani e il criminologo Francesco Bruno più altri ospiti diversi in ogni puntata. Nella quarta stagione sono stati il medico legale e antropologa forense Cristina Cattaneo, i super-poliziotti Achille Serra e Antonio Del Greco e i giornalisti Massimo Lugli e Emilio Radice.
Voce narrante: Emilio Cappuccio (I-II-III serie), Gino La Monica (IV-V-VI serie + speciali).

## Puntate

### I stagione
1. 1946 Il caso Fort
2. 1964 Il caso Bebawi
3. 1958 Il caso Fenaroli
4. 1948 Il caso Bellentani
5. 1953 Il caso Montesi
6. 1945 Il caso Graziosi
7. 1950 Il caso Egidi
8. 1970 Il boia di Albenga

### II stagione
1. 1940 La saponificatrice di Correggio
2. 1947 Il mostro di Nerola
3. 1951 Il caso Da Pont
4. 1963 Il caso Wanninger
5. 1963 Il caso Nigrisoli
6. 1967 La banda Cavallero
7. 1970 Lo scandalo Casati Stampa
8. 1938 Il caso di Ettore Grande

### III stagione
1. 1975 Il massacro del Circeo
2. 1986 La spogliarellista fatale
3. 1969 Il bambino sepolto
4. 1983 L'omicidio del D.A.M.S.
5. 1975 La strage di famiglia
6. 1990 Il nano di Termini
7. 1988 La gabbia del canaro
8. 1995 Il caso Gucci

### IV stagione
1. 1991 Il mistero dell'Olgiata
2. 1994 Il boia delle prostitute
3. 1990 L'enigma di via Poma
4. 1992 Il mostro di Foligno
5. 1984 Le stragi di Ludwig
6. 1989 La Circe della Versilia
7. 1998 Il piacere della morte
8. 1981 Il giallo di Posillipo

### V stagione
1. Il massacro di Novi Ligure (2001)
2. La vendetta del branco (2002)
3. Il progetto di Pietro Maso (1991)
4. La mantide assassina (1987)
5. Il cacciatore di anoressiche (1998)
6. L'enigma di Marta Russo (1997)
7. Le ragazze di Satana (2000)
8. Il delitto di Cogne (2002)

N.B. Nella quinta stagione, contrariamente alle altre, nel titolo della puntata non compare scritto l'anno a cui si riferisce il fatto; per chiarezza esplicativa qui di seguito è riportato tra parentesi.

### VI stagione
1. Il caso Parolisi (2011)
2. Il piccolo Tommy (2006)
3. La strage di Erba (2006)
4. Bestie di Satana (1998-2004)

N.B. Nella sesta stagione, come nella quinta, nel titolo della puntata non compare scritto l'anno a cui si riferisce il fatto, per chiarezza esplicativa qui di seguito è riportato tra parentesi.

### Speciali
1. 2010 - Il mostro di Firenze (1968-1985)
2. 2011 - Olgiata: il caso è chiuso (1991; 2011)
3. 2017 - Delitto di Garlasco (2007)

## DVD
Nel 2008 Wilder per Fox International Channels Italia in collaborazione con l'Archivio Istituto Luce, L'Europeo e il Centro Documentazione della RCS Periodici ha pubblicato un cofanetto con otto dvd divisi in quattro volumi sulle puntate del programma dedicate alla cronaca nera degli anni '40, '50 e '60 con tutti gli episodi della prima stagione:
1. Il caso Fort - Il caso Bebawi
2. Il caso Fenaroli - Il caso Bellentani
3. Il caso Montesi - Il caso Graziosi
4. Il caso Egidi - Il boia di Albenga